# 石川県道244号七尾鹿島羽咋線
石川県道244号七尾鹿島羽咋線（いしかわけんどう244ごう ななおかしまはくいせん）は、石川県七尾市と同県羽咋市とを結ぶ一般県道（石川県道）である。

## 概要
- 起点：石川県七尾市古府町（＝古府町交差点・国道159号交点）
- 終点：石川県羽咋市四柳町（＝四柳交差点・国道159号交点）

国道159号七尾バイパスと鹿島バイパスの開通にともない旧道となった区間。国道159号七尾バイパスと鹿島バイパスを並行して南西方向に進む。途中、鹿島郡中能登町鹿島庁舎前など、中能登町鹿島地区中心部を通過する。
なお、石川県道2号七尾羽咋線を七尾と羽咋を結ぶ「西往還（西往来）」と呼ぶのに対応して、「東往還（東往来）」とも呼ばれ、七尾方面と羽咋方面を結ぶ「東回り経由」の路線バス（羽七東線：能登総合病院 - 七尾駅 - 羽咋駅、北鉄能登バス運行）の経路となっている。

## 歴史
- 2001年（平成13年）：国道159号鹿島バイパスの全線開通にともない、旧道となった現区間を県道に認定。
- 2015年（平成27年）4月1日：国道159号七尾バイパスの開通にともない、起点の八幡交差点から古府町交差点に変更。

## 接続路線
- 国道159号（七尾市古府町・古府町交差点：起点）
- 石川県道131号徳田停車場線（七尾市飯川町）
- 石川県道18号氷見田鶴浜線（鹿島郡中能登町芹川・芹川交差点）
- 石川県道325号良川磯辺線（中能登町小竹）
- 石川県道242号久江鹿西線（中能登町久江・久江東交差点）
- 石川県道304号鹿西氷見線（中能登町高畠・高畠交差点、羽咋市大町）
- 国道159号（羽咋市四柳交差点、羽咋市四柳町：終点）

## 重複区間
- 石川県道304号鹿西氷見線（鹿島郡中能登町高畠・高畠交差点 - 羽咋市大町）

## 通過する自治体
- 石川県
  - 七尾市 - 鹿島郡中能登町 - 羽咋市